# Закариадзе, Эмине Мурадовна
Эмине Мурадовна Закариадзе (1915 год, село Какути, Кобулетский уезд, Кутаисская губерния, Российская империя — 1998 год, село Какути, Кобулетский муниципалитет, Грузия) — колхозница колхоза имени газеты «Коммунист» Махарадзевского района, Грузинская ССР. Герой Социалистического Труда (1966). Депутат Верховного Совета Грузинской ССР 6-го созыва.

## Биография
Родилась в 1915 году в крестьянской семье в селе Какути Кобулетского уезда. После окончания местной школы с 1942 года трудилась на чайной плантации колхоза имени газеты «Коммунист» Махарадзевского района.
На протяжении нескольких лет Семилетки (1959—1965) показывала высокие трудовые результаты в чаеводстве. Указом Президиума Верховного Совета СССР от 2 апреля 1966 года удостоена звания Героя Социалистического Труда за «достигнутые успехи в развитии сельского хозяйства, промышленности и науки Грузинской ССР» с вручением ордена Ленина и золотой медали «Серп и Молот» (№ 10909).
Неоднократно участвовала во Всесоюзной выставке ВДНХ. В 1976 году была награждена Золотой медалью.
Избиралась депутатом Верховного Совета Грузинской ССР 6-го созыва (1963—1967).
После выхода на пенсию проживала в родном селе Какути Кобулетского муниципалитета. Умерла в 1998 году.
Награды
- Герой Социалистического Труда
- Орден Ленина
- Медали ВДНХ (1963, в 1976 году — Золотая медаль)
- Заслуженный работник сельского хозяйства Грузинской ССР (1971).